# Truly
Truly（トゥルーリィ）は、PASSPO☆の9thシングル。2013年6月26日にユニバーサルJから発売された。

## 概要
PASSPO☆新エアライン3部作の第2弾で、テレビアニメ『絶対防衛レヴィアタン』のエンディングテーマ。前作「STEP&GO」がエンディング曲に使用された『探検ドリランド -1000年の真宝-』と同時期に放送されたテレビ東京系アニメのタイアップに2作連続で付くこととなった。
ファーストクラス盤とビジネスクラス盤、エコノミークラス盤の3形態に加え、ユニバーサルミュージックストア限定で「面会チケット付き3形態BOX」（東京・名古屋・大阪）と、特別チャーター便ライブチケット付きCDも販売された。
ビデオクリップ集『ぱすぽ☆ベスト MUSIC CLIPS』と同時発売。ジャケットの衣装は前作と同様、メンバーの増井みおがデザインしたものである。

## 販売形態
- ファーストクラス盤（UPCH-9866）、CD+DVD（Truly MV）、握手券A封入
- ビジネスクラス盤（UPCH-9867）、CD+DVD（Truly Dance shot Ver. MV）、握手券B封入
- エコノミークラス盤（UPCH-5801）

### ユニバーサルミュージックストア限定発売
- 3形態BOX面会チケット付き（3種、PDCJ-1052/53/54）：１分面会券封入、東京・大阪・名古屋
- 特別チャーター便チケット付き（9種、D2CJ-1039〜47）：ライブチケット付きCD、東京（1/2部）・仙台・新潟・さいたま・名古屋（1/2部）・大阪（1/2部）

## 収録曲

### ファーストクラス盤
1. Truly
作詞：ペンネとアラビアータ／作曲：toiza71／編曲：toiza71＆Atsuhiro Watanabe
テレビ東京系アニメ『絶対防衛レヴィアタン』エンディングテーマ
2. サンキュバースディ♪
作詞：ペンネとアラビアータ／作曲・編曲：福井昌彦
3. Truly（Instrumental）
4. サンキュバースディ♪（Instrumental）

DVD
1. Truly（Music Video）

### ビジネスクラス盤
1. Truly
2. サンキュバースディ♪
3. Truly（Instrumental）
4. サンキュバースディ♪（Instrumental）

DVD
1. Truly（Dance Short Version）

### エコノミークラス盤
1. Truly
2. サンキュバースディ♪
3. Truly（Instrumental）
4. サンキュバースディ♪（Instrumental）

### 特別チャーター便ライブチケット付きCD
1. Truly
2. BABY JUMP〜天国への搭乗便〜
3. Truly（Instrumental）
4. BABY JUMP〜天国への搭乗便〜（Instrumental）

## 参加ミュージシャン
- Atsuhiro Watanabe（Guitar&Bass） - #1
- 一ノ瀬久（Drums） - #2
- 川渕文雄（Bass） - #2
- 沢頭たかし（Guitar） - #2
- 福井昌彦（Guitar&Other Instruments Programming） - #2